# Luperina pozzii
Luperina pozzii là một loài bướm đêm trong họ Noctuidae.